# 诺里斯·科尔曼
诺里斯·J·科尔曼（英語：Norris J. Coleman，1961年9月27日—），美国NBA联盟前职业篮球运动员。他在1987年的NBA选秀中第2轮第15顺位被洛杉矶快船选中。